# Maria Augusta von Trapp
Pour les articles homonymes, voir Trapp (homonymie).
Maria von Trapp est une femme de lettres et une chanteuse autrichienne, née le 26 janvier 1905 à Vienne (Empire austro-hongrois) et morte le 28 mars 1987 à Stowe (Vermont) aux États-Unis.
Son autobiographie, La Famille des chanteurs Trapp, donna naissance à plusieurs œuvres artistiques, dont la plus connue est le film de 1965 La Mélodie du bonheur de Robert Wise, avec Julie Andrews qui joue son personnage.

## Biographie
Maria, née Kutschera, novice à l'abbaye de Nonnberg, à Salzbourg, en Autriche, ne peut poursuivre son noviciat pour devenir bénédictine car elle souffre de maux de tête de plus en plus fréquents et ne peut s'acclimater à la haute altitude. Elle enseigne à l'école de l'abbaye puis, dans le but de la guérir, la mère supérieure lui demande vers 1926 de s'occuper de Maria Franziska, la fille d'un aristocrate veuf depuis quatre ans et vivant aussi à Salzbourg, ancien capitaine de corvette de la marine de guerre austro-hongroise, au sein de laquelle il a commandé deux sous-marins, notamment au cours de la Première Guerre mondiale.
C'est toute une famille qu'elle doit apprivoiser, à commencer par le chevalier (en allemand : Ritter) Georg von Trapp, un homme sensible et strict. Elle découvre qu'elle est la vingt-sixième gouvernante, bonne ou institutrice, en quatre ans, à s'installer à la villa. Tout en s'occupant à temps plein de Maria Franziska, la seconde fille de Georg, qui a été malade et ne peut fréquenter l'école, Maria en vient à s'occuper de tous les autres enfants.
Évoluant dans une maison qui respecte le protocole de la noblesse autrichienne, elle apprivoise les enfants par le biais de la musique et du chant. Elle enseigne différents chants aux enfants qui ne demandent qu'à les apprendre. C'est au cours d'un exercice que le commandant von Trapp les surprend, pour son plus grand plaisir.
Le commandant passe de plus en plus de temps avec sa famille et tombe amoureux de Maria, provoquant l'inquiétude de la future religieuse. Mais avec la bénédiction de la mère supérieure de Nonnberg, Maria épouse finalement l'officier de marine.
Une année avant l'Anschluss (en français : « le rattachement » de l'Autriche à l'Allemagne), la famille von Trapp perd sa fortune en raison de mauvais placements du père de famille : il avait voulu venir en aide à une amie associée d’une banque autrichienne qui a ensuite fait faillite. Par hasard et par nécessité, les von Trapp sont amenés à effectuer des tournées de chant choral en Europe. En 1938, ne souhaitant pas répondre à la demande de l’Allemagne nazie qui lui propose un poste à bord d’un navire de guerre et craignant d’être en conséquence arrêté, Georg von Trapp décide de s'exiler aux États-Unis avec sa famille où ils entament une série de tournées.

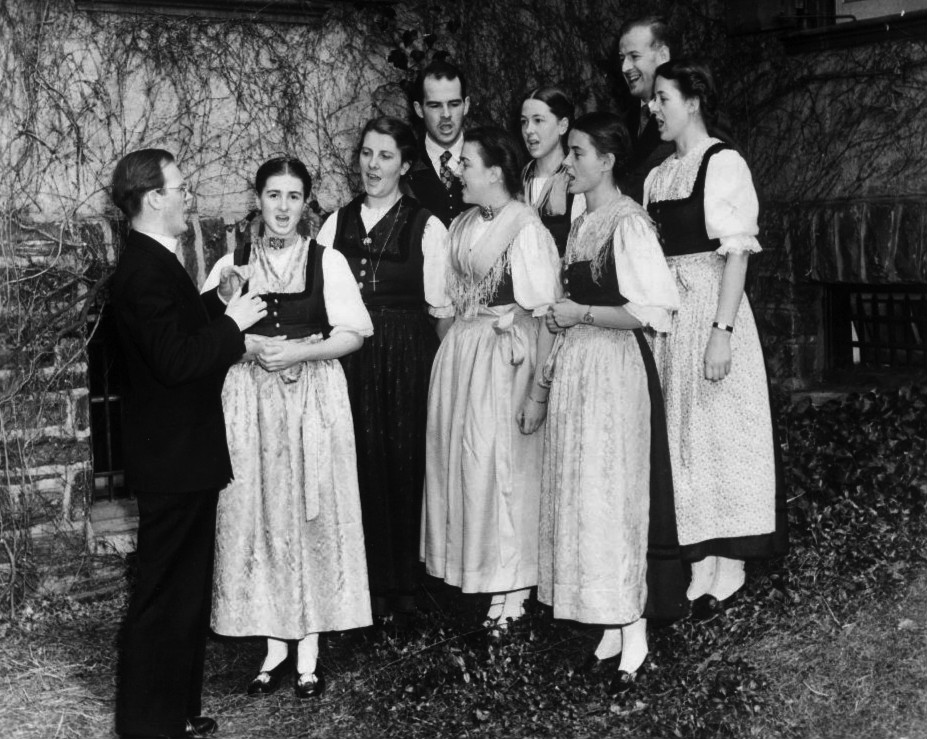
La famille des chanteurs Trapp répète juste avant un concert à Boston en 1941. Maria est la troisième à partir de la gauche, en costume sombre. Le chef est probablement le prêtre.

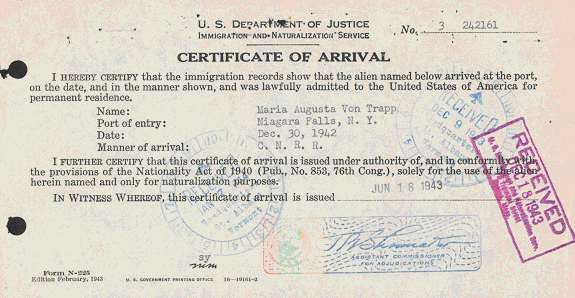
Certificat d’arrivée de Maria von Trapp à Niagara Falls (New York), le 30 décembre 1942.

Maria relate ses expériences dans son autobiographie intitulée la Famille des chanteurs Trapp qui est ensuite adaptée pour la création de deux films allemands intitulés Die Trapp-Familie (1956) et Die Trapp-Familie in Amerika (1958), puis de la comédie musicale La Mélodie du bonheur (The Sound of Music) (1959 sur scène, 1965 à l'écran). D'autres ouvrages suivent.
Quatre arrière-petits-enfants de Georg, les petits enfants de son fils Werner, chantent sous le nom de The Von Trapp Children (Les Enfants von Trapp). La petite-fille de Maria, Elisabeth von Trapp, est une chanteuse dont les concerts sont un mélange de chant grégorien, de comédie musicale, de country et de folk.
La dernière membre de la famille von Trapp de l'époque autrichienne, Maria Franziska, est morte le 18 février 2014 dans le Vermont à l'âge de 99 ans.

### Différences entre l'histoire romancée et la réalité
Maria (Kutschera) arriva dans la famille von Trapp en 1926, en tant qu'institutrice d'un des enfants, Maria Franziska, qui était en convalescence et ne fréquentait plus l'école, et non comme gouvernante de l'ensemble des enfants.
Maria n'aurait pas épousé Georg von Trapp par amour : ainsi qu'elle le rapporte dans son autobiographie, c'est plutôt des enfants qu'elle était tombée amoureuse.
Il y avait bien sept enfants, mais dans les deux films, les nom, âge et sexe des enfants furent changés. Trois autres enfants naquirent de l'union de Georg et Maria von Trapp.
Georg était assez différent du personnage romantique dépeint dans le film. Selon Christopher Plummer (qui l'incarna dans La Mélodie du Bonheur), dans l'une des plages audio de commentaires du film, à l'époque de la production du film, indique que, alors qu'il cherchait des éléments afin de développer son jeu d'acteur sur ce personnage, il aurait rencontré un neveu du véritable Georg Von Trapp et, lui demandant de décrire son oncle, le neveu lui aurait simplement répondu : « Profondément ennuyeux ».
La famille ne s'est pas enfuie secrètement d'Autriche vers la Suisse, en portant valises et instruments de musique à travers les Alpes. Les von Trapp étaient partis en Italie parce que Georg était né à Zadar (située à présent en Croatie) qui, à l'époque de sa naissance, faisait partie de l'empire austro-hongrois. En 1920, Zadar est rattachée à l'Italie, et de ce fait Georg von Trapp devient citoyen italien, sa femme et ses enfants également. La famille avait un contrat avec un agent littéraire américain et c'est par ce biais qu'ils sont ensuite parvenus aux États-Unis.
Au lieu du personnage de fiction Max Detweiler, le chapelain des von Trapp, le révérend Franz Wasner (en), fut leur directeur musical pendant plus de vingt ans.
En 1956, Wolfgang Liebeneiner réalise La Famille Trapp.  La comédie musicale de Broadway et l'adaptation cinématographique de Robert Wise ont romancé et réduit la véritable histoire sur quelques mois alors que Maria Kutschera arrive au service du capitaine Georg von Trapp en 1926 et l'épouse une année plus tard, le 26 novembre 1927, soit près de onze ans avant l'Anschluss.
Ruinés avant l'arrivée des nazis en Autriche, les von Trapp furent contraints de se produire sur scène et de chanter pour raisons financières et non par loisir.
La famille survécut et finit par connaître le succès en chantant des compositions de Franz Schubert, Robert Schumann et Johannes Brahms ainsi que des chants d'inspiration religieuse, et non des comptines ou des ritournelles.